# Joan Segarra
Joan Segarra Iracheta (Barcelona, 15 de novembro de 1927) é um ex-futebolista e treinador espanhol, atuava como defensor.

## Carreira
Joan Segarra fez parte do elenco da Seleção Espanhola de Futebol da Copa do Mundo de 1962.